# Tournoi international de Paris LGBT
Le Tournoi International de Paris (TIP) est une compétition sportive multi-sports créée en 2004, organisée par la Fédération sportive LGBT+ et ses associations adhérentes.
La manifestation lutte contre toutes les discriminations et promeut la pratique sportive dans le respect et l'inclusion sociale.
Ouvert à tous, l'événement réunit chaque week-end de la Pentecôte entre 2000 et 2500 sportifs, dans plus de 25 disciplines. 
Ce sont près de 40 bénévoles qui composent la commission et qui aura pour mission d'organiser ce tournoi. Durant le déroulement du tournoi, ce sont plus de 100 bénévoles qui œuvrent à son bon déroulement. 
Le Tournoi international de Paris a permis de préparer, au niveau organisationnel, l'accueil des délégations et des épreuves qui ont eu lieu pour la 10ème édition des Gay Games.

## Éditions
- 2004 : #1 - du 28 mai au 30 mai, sous le parrainage de Line Renaud
- 2005 : #2 - du 13 mai au 15 mai
- 2006 : #3 - du 2 juin au 4 juin
- 2007 : #4 - du 25 mai au 27 mai
- 2008 : #5 - du 9 mai au 11 mai
- 2009 : #6 - du 29 mai au 1er juin sous les parrainages de Roselyne Bachelot et de la Ville de Paris
- 2010 : #7 - du 21 mai au 23 mai
- 2011 : #8 - du 10 juin au 12 juin
- 2012 : #9 - du 25 mai au 27 mai
- 2013 : #10 - du 17 mai au 19 mai, sous le parrainage de Marie-Amélie Le Fur[3]
- 2014 : #11 - du 6 juin au 8 juin, sous les parrainages d'Audrey Prieto et de Ryadh Sallem[4]
- 2015 : #12 - du 22 mai au 24 mai, sous les parrainages d'Emmeline Ndongue et de Romain Barras
- 2016 : #13 - du 13 mai au 15 mai, sous les parrainages de Maguy Nestoret-Ontanon et de Lilian Thuram
- 2017 : #14 - du 2 juin au 4 juin, sous le parrainage de Valérie Fourneyron[5]
- 2018 : La 10ème édition des Gay Games 2018 se déroulant à Paris, le tournoi n'avait pas de raison d'être organisé
- 2019 : #15 - du 7 juin au 9 juin, sous le parrainage de Siraba Dembélé-Pavlović
- 2020 : annulé pour cause de la pandémie liée à la Covid-19
- 2021 : annulé pour cause de la pandémie liée à la Covid-19
- 2022 : #16 - du 4 juin au 6 juin, sous le parrainage de Marie Patouillet
- 2023 : #17 - du 26 mai au 28 mai, sous le parrainage de Nicolas Pottier
- 2024 : #18 - du 17 au 19 mai, sous le parrainage d'Halba Diouf
- 2025 : le TIP laisse place aux Eurogames de Lyon
- 2026 : #19 - du 22 au 24 mai

## Présidence de la commission
- 2004 : Evelyne Chenoun et Alain Perie
- 2005 : Jean-Paul de Oliveira & Jérôme Gourod
- 2006 : Carole Clevenot et Michel Geffroy
- 2007 : Michel Geffroy et Alain Perie
- 2008 : Carole Clevenot et Alexandre Czajkowki
- 2009 : Mickaël Bardet et Sophie Meheust
- 2010 : Sophie Meheust et Anne-Catherine Milleron
- 2011 : Julien Baron Lysio
- 2012 : Jérôme Chiavassa-Szeberg et Stéphane Raguideau
- 2013 : Antoine Le Blanc et Yohann Nicolas
- 2014 : Sylvaine Bancarel et Matthieu Rivière
- 2015 : Sylvaine Bancarel et Matthieu Rivière
- 2016 : Sylvaine Bancarel (démission en cours d'année)
- 2017 : Bastien Bourgeois et Michel Geffroy
- 2018 : Pas de tournoi - Priorité aux Gay Games 2018
- 2019 : Bastien Bourgeois et Michel Geffroy
- 2020-2021 : Pas de tournoi (SARS-CoV-2)
- 2022 : François Bardet et Bastien Bourgeois
- 2023 : Kévin BLUNT LEVEQUE et Arnaud NOVELLA
- 2024 : Kévin BLUNT LEVEQUE et Arnaud NOVELLA
- 2025 : Pas de tournoi - Priorité aux Eurogames de Lyon
- 2026 : Kévin BLUNT LEVEQUE et Arnaud NOVELLA

## Soirées de clôture
Le Tournoi International de Paris clôture son édition lors de soirées réunissant plus de 2000 participants.
Le pôle Show de la commission sollicite les différentes associations afin de mettre en œuvre des tableaux de danses autour d'un thème commun.
- 2009 : Lieu > Amnésia
- 2010 : Lieu > Elysée Montmartre
- 2011 : Lieu > Machine du Moulin Rouge
- 2012 : Lieu > Machine du Moulin Rouge
- 2013 : Lieu > RedLight
- 2014 : Lieu > Salons Vianey - Paris / Thème : Iconic Bionic
- 2015 : Lieu > Dock Pullman / Thème :
- 2016 : Lieu > Dock Pullman / Thème : Red Carpet
- 2017 : Lieu > Dock Pullman / Thème :
- 2018 : Gay Games 2018 - Paris
- 2019 : Lieu > Dock Pullman / Thème : Circus
- 2020 : annulé pour cause de la pandémie liée à la Covid-19
- 2021 : annulé pour cause de la pandémie liée à la Covid-19
- 2022 : Lieu > Dôme de Paris - Palais des Sports / Thème : Bals
- 2023 : Lieu > Dôme de Paris - Palais des Sports  / Thème : Pyjama party
- 2024 : Lieu > Dôme de Paris - Palais des Sports  / Thème : Rainbow Games
- 2026 : Lieu > Dôme de Paris - Palais des Sports  / Thème : à venir

## Historique de fréquentation
Evolution du nombre de participant·e·s aux sports